# سینا قنبری
سینا قنبری (۱۷ دی ۱۳۷۵ – ۱۷ دی ۱۳۹۶) یک جوان معترض ایرانی بود که ابتدا در جریان تظاهرات ۱۳۹۶ ایران توسط نیروی انتظامی بازداشت و پس از انتقال به زندان اوین در بامداد روز یکشنبه ۱۷ دی‌ماه ۱۳۹۶ در قرنطینهٔ بند چهار این زندان درگذشت. محمود صادقی نماینده مردم تهران و عضو کمیسیون آموزش مجلس شورای اسلامی ضمن ابراز تاسف، مرگ سینا قنبری را تأیید و از صحت آن خبر داد. در پی مرگ قنبری، صادقی خواستار ورود مجلس برای بررسی این موضوع شد.

## زندگی
سینا قنبری فرزند علی‌اکبر قنبری و فاطمه مالایان‌نژاد در ۱۷ دی ۱۳۷۵ در تهران چشم به جهان گشود. علی‌اکبر قنبری پدر وی در دوران نوجوانی سینا در سال ۱۳۹۰ درگذشت و در قلعه‌نوی شهر ری (آرامگاه کنونی قنبری) به خاک سپرده شد. وی تا زمان بازداشت و مرگش با مادرش فاطمه مالایان‌نژاد زندگی می‌کرد. وی پس از مرگ پدرش تحصیلات خود را تا سطح دیپلم دبیرستان به پایان رساند و پس از آن وارد دنیای کار شد. او برای امرار معاش به حرفه فروشندگی مشغول بود.

## بازداشت
سینا قنبری جوان معترضی بود که در هفته اول اعتراضات، یعنی در تاریخ ۱۰ دی ۱۳۹۶، توسط نیروی‌های امنیتی بازداشت و ساعاتی بعد به قرنطینه بند چهار زندان اوین منتقل شد. بیشتر منابع خبری عاملان بازداشت وی را نیروی انتظامی اعلام کردند. به گفتهٔ برخی از منابع خبری سن سینا قنبری هنگام بازداشت بیست و سه سال بوده‌است، درحالی که برخی از خبرگزاری‌های داخلی سن وی را ۲۲ سال اعلام کردند.
علیرضا رحیمی، نماینده مجلسی که از زندان اوین بازدید کرده بود، گفت سینا قنبری مدت شش روز را در کنار سایر بازداشت شدگان اعتراضات دی‌ماه ۱۳۹۶ در بند موقت (در محل ساختمانی که قبلاً واحد اجرای احکام زندان بوده) به عنوان متهم سپری کرده‌است. رحیمی افزود که بنابر گزارش رئیس سازمان زندان‌ها بازپرس شعبه شش، قرار وثیقه صد میلیون تومانی برای سینا قنبری صادر می‌کند و در بدو ورود براساس فرمی که سینا قنبری پرکرده‌است، اظهار داشته که اعتیاد ندارد و لذا در بند افراد سالم و پاک نگهداری می‌شده‌است. به گفتهٔ رحیمی، سینا قنبری روز ۱۰ دی در یکی از ایستگاه‌های مترو تهران به همراه ۲۱ نفر دیگر بازداشت شد.
خبرگزاری تابناک با استناد به این نماینده مجلس نوشت، که سینا قنبری در غروب یازدهم دی ماه ۹۶ در یکی از ایستگاه‌های مترو تهران همراه با ۲۱ نفر دیگر، پس از مقاومت و درگیری با مأمورین دستگیر شده‌است. سپس در ساعت ۱۲ شب به اتهام «اخلال در نظم عمومی» و نیز «تبانی و اقدام علیه امنیت ملی» به زندان اوین منتقل می‌شود. قنبری در کنار سایر بازداشت شدگان اعتراضات دی‌ماه در بند موقت (در محل ساختمانی که قبلاً واحد اجرای احکام زندان بوده) مدت شش روز را به عنوان متهم سپری می‌کند.

## مرگ
تارنگار تخصصی حقوق بشر در ایران به نقل از برخی از هم‌بندیان قنبری در قرنطینه بند چهار زندان اوین، ادعا کرد که وی بر اثر مصرف بیش از حد در زندان توسط مسئولان آنجا جان‌باخته‌است. بر اساس این گفته‌ها، این تارنگار تصریح کرد که هم‌بندیان قنبری تأیید کرده‌اند که به دلیل وخامت حال از مسئولان زندان قرصی دریافت کرده که وضعیت روحی او را پریشان کرده و او در پی این اقدام بیش‌مصرفی خودکشی کرده‌است. پیش از این تارنمای مانیتورینگ حقوق بشر در ایران، از گفته‌ها مبنی بر مرگ قنبری تحت اوردوز بر اثر تزریق متادون در زندان به وی خبر داد. پایگاه خبری «ایران‌وایر» با بیان این مطلب که قادر به تأیید جزئیات ماجرا نیست به نقل از یک منبع ساکن در ایران خبرداد که سینا قنبری متولد ۱۵ دی ماه بوده و قبل از روز تولدش بازداشت شده‌است. این پایگاه خبری با زیر سؤال بردن وجود داروی متادون و تزریق در زندان ادعا کرد که به سینا قنبری متادون تزریق شده‌است. به گفته این منبع، سینا قنبری به مأموران هشدار می‌دهد که در صورت عدم آزادی، خودکشی خواهد کرد. او در دست‌شویی با استفاده از کیسه زباله خودکشی کرده‌است.
محمود صادقی، نماینده مجلس، با تأیید مرگ سینا قنبری، یکی از بازداشت شدگان تظاهرات ۱۳۹۶ ایران، نسبت به تکرار وقوع آنچه «کهریزک دوم» نامید، هشدار داد. در این میان، یک مقام قضایی، دلیل مرگ سینا قنبری را «خودکشی» اعلام کرد. پیشتر کمیتهٔ پیگیری بازداشت‌های دی‌ماه ۹۶ پس از انتشار خبر درگذشت یکی از بازداشت‌شدگان در زندان اوین، خبر داد که سینا قنبری جوان ۲۳ ساله تهرانی که چند روزی بود در بند قرنطینه زندان اوین در بازداشت به‌سر می‌برد به دلایلی نامعلوم جان سپرده‌است. ساعاتی پس از انتشار خبر مرگ سینا قنبری مدیر کل زندان‌های تهران گفت که این زندانی در دستشویی زندان خودکشی کرده‌است.
نماینده مردم تهران، محمود صادقی در حالی به رئیس‌جمهور برای جلوگیری از وقوع آنچه وی «کهریزک دوم» خواند، هشدار می‌دهد که در جریان اعتراض‌ها به نتایج انتخابات ریاست جمهوری دهم ایران در سال ۱۳۸۸ تعدادی از بازداشت‌شدگان به بازداشتگاه کهریزک در جنوب تهران فرستاده شدند و در آنجا چند نفر به دلیل ضرب و جرح و وضعیت نامناسب بازداشتگاه جان خود را از دست دادند. از آن پس، از این جریانات تحت عناوینی همچون «وقایع کهریزک» یا «کشتار کهریزک» یا با عناوین مشابه دیگر یاد می‌شود.
با این همه، در پی جان‌سپردن این جوان معترض در زندان، یک عضو کمیسیون امنیت ملی و سیاست خارجی مجلس شورای اسلامی که نخواست نامش فاش شود در گفتگو با تابناک در خصوص این موضوع اظهار داشت: «موضوع خودکشی سینا قنبری تأیید نشده‌است و ما در حال بررسی این موضوع هستیم.» این نماینده مجلس در ادامه افزود، کمیسیون امنیت ملی مجلس به این موضوع ورود کرده‌است و از طریق مراجع قضایی و امنیتی در حال پیگیری آن است و به محض اینکه به نتیجه مشخصی رسید موضوع را اعلام خواهد کرد.

### لغو مراسم خاکسپاری و ترحیم
خبرگزاری فارس، روز جمعه ۲۲ دی ماه با انتشار خبر لغو مراسم ترحیم و خاکسپاری سینا قنبری، با ادعای وجود سندی با عنوان: نامهٔ خانواده سینا قنبری به مردم و رهبری، این مسئله را تصمیم خانوادهٔ قنبری بیان کرد، اما تصویری از نامهٔ مذکور منتشر نکرد. خبرگزاری مشرق نیوز نیز با انتشار خبری مشابه خبر انتشار یافته از خبرگزاری فارس، به ادعای خود مبنی بر عدم ارتباط سینا قنبری با تظاهرات مردمی، ادامه داد؛ و اظهار داشت که قنبری به علت «مواد مخدر» بازداشت شده‌است. این رسانه نیز هیچ تصویری از نامهٔ خانوادهٔ قنبری ارائه نداد. رادیو زمانه آزادانه بودن تصمیم خانوادهٔ قنبری و وجود نامهٔ آن‌ها را زیر سؤال برد و فشارهای امنیتی را عامل آن دانست.
روز ۱۹ دی مراسم خاکسپاری سینا قنبری در قلعه نو شهر ری صورت گرفت. براساس گزارش‌های ارائه شده از طرف برخی از منابع خبری، مراسم ختم سینا قنبری قرار بود روز جمعه ۲۲ دی ماه در حسینیه چهارده معصوم واقع در میدان خراسان تهران برگزار شود. بر طبق این گزارش‌ها، مأموران امنیتی مانع از برگزاری این مراسم شده و نزدیک به ۲۰۰۰ پلیس و مأمور و خودروهای یک شکل در محل حسینیه چهارده معصوم که قرار بود مراسم قنبری در آنجا برگزار شود، مستقر بوده و نیروهای امنیتی از به همراه بردن موبایل توسط نفرات ممانعت کرده‌اند و در ادامه اجازه گرفتن عکس و فیلم را نداده‌اند. همچنین ادعا شده که آن‌ها اقدام به جمع‌آوری اکثر اطلاعیه‌ها و تراکتهایی که توسط خانواده قنبری نصب شده بود، کردند.

## حاشیه‌ها

### ادعای خودکشی در زندان
طیبه سیاوشی نمایندهٔ مجلس شورای اسلامی، دومین نماینده‌ای بود که به مرگ قنبری واکنش نشان داد. سیاوشی یکی از اعضای ائتلاف اصلاح‌طلبان و اعتدال‌گرایان است که تحت عنوان فراکسیون امید شناخته می‌شود. وی پس از انتشار مرگ قنبری در گفتگوهای رسانه‌ای خود با پایگاهای خبری اذعان داشت که این موضوع را از وزارت اطلاعات و نیروی انتظامی پیگیری کرد که اعلام شد این جوان ۲۲ساله دیپلمه‌ای بود که توسط نیروی انتظامی بازداشت و تحویل دستگاه قضائی شده‌است. استفاده از عبارت «دیپلمه بود و دانشجو نبود» توسط محمود صادقی و برخی مقامات، حواشی و واکنش‌های کاربران فضای مجازی را در پی داشت. بعد از انتشار این خبر بود که طیبه سیاوشی، نماینده مردم تهران اعلام کرد که پس از پیگیری از مراجع مربوط به وی اعلام شده علت فوت جوان ۲۲ساله در زندان اوین، خودکشی بوده‌است. پیشتر محمود صادقی نیز اذعان داشت که به وی گفته‌اند این جوان خودکشی کرده‌است. سیاوشی یادآوری کرد که این پرونده به کمیسیون امنیت ملی و سیاست خارجی مجلس شورای اسلامی و کمیسیون قضایی و حقوقی مجلس شورای اسلامی مربوط می‌شود. همچنین مصطفی محبی، مدیرکل زندان‌های استان تهران هم دیروز با بیان این‌که خودکشی سینا قنبری در دستشویی زندان اوین تأیید می‌شود، گفت: «در بامداد روز شنبه مورخ ۱۶ دی‌ماه یکی از زندانیان زندان اوین به نام سینا قنبری فرزند علی اکبر با مراجعه به دستشویی قرنطینه زندان اوین اقدام به خودکشی از طریق حلق‌آویز نمودن خود کرد. مراتب فوراً به دادستان تهران اعلام شد و بازپرس دادسرای جنایی در زندان حضور یافت و از مأمورین زندان و مطلعین تحقیق کرده و دستورها را صادر کرد». بدیهی است که طبق قوانین و مقررات زندانی همچون زندان اوین از ورود اجسام و وسایلی که امکان خودکشی با آن وجود دارد، نظیر اجسام تیز مانند ناخن گیر یا چاقو و حتی بند کفش به داخل زندان جلوگیری می‌شود.
در تاریخ ۱۹ دی ۱۳۹۶ عباس جعفری دولت‌آبادی، دادستان تهران اعلام کرد که در مورد «خودکشی» سینا قنبری، جوانی که در اعتراضات سراسری مردم ایران در دی‌ماه ۱۳۹۶ بازداشت شد و به زندان اوین منتقل شده بود، پرونده قضائی تشکیل شده‌است.

#### درخواست بازبینی فیلم خودکشی
پس از ادعای برخی مقامات از جمله دادستان کل کشور مبنی بر وجود ویدئوی خودکشی سینا قنبری در زندان، یک نماینده مجلس، خواستار ارائه این فیلم به مجلس و پخش و بررسی آن در صحن علنی مجلس شد. محمدرضا بادامچی عضو فراکسیون امید مجلس شورای اسلامی، اظهار داشت: «پخش فیلم خودکشی یکی از بازداشتی‌ها «سینا قنبری» برای نمایندگان را درخواست کردیم و هنوز به اجرا درنیامده، در همین راستا نامه‌ای را هم روز یکشنبه به امضا درآوردیم که دربارهٔ آن توضیحات لازم داده شود.» بادامچی افزود که نمایندگان درخصوص طرح بازدید از زندان اوین دلسرد و ناامید نشده‌اند و امیدوارند که بتوانند به این امر دست پیدا کنند؛ البته تا تاریخ مطرح شدن این درخواست یعنی بازبینی فیلم ادعا شده (تاریخ ۲۵ دی‌ماه) پاسخ روشنی مبنی بر رد یا موافقت بر این درخواست دریافت نکرده‌اند.
مهدی شیخ، نماینده تهران در مجلس شورای اسلامی در گفتگو با وبسایت اصلاح طلب رویداد۲۴ ضمن تشکر از دستگاه‌های امنیتی از همه مسئولان مربوط خواست که در رابطه با شفاف‌سازی و روشن شدن وقایع این خودکشی‌ها تلاش کنند تا افکار عمومی در این خصوص روشن شود. شیخ در این زمینه افزود که درخواست برخی از نمایندگان مبنی بر بازدید از زندان اوین موافقت شده و آن‌ها برای اجرایی شدنش در حال پیگیری آن هستند. شیخ در ادامه راجع به اینکه بازبینی فیلم خودکشی سینا قنبری را حق نمایندگان می‌داند یا خیر؟ اظهار داشت که قطعاً ما نمایندگان انتظار دارند که اگر فیلمی از خودکشی سینا قنبری در زندان وجود دارد به آن‌ها هم نشان دهند تا به گفته وی شبهه‌ای که مخصوصاً در بین مردم به وجود آمده رفع شود. مهدی شیخ ادعا کرد که تعاملی بین قوه قضاییه و کمیسیون قضایی و حقوقی مجلس وجود دارد که در پی آن، به زودی شفاف‌سازی‌هایی در این‌گونه موارد انجام خواهد گرفت.
سیده حمیده زرآبادی، نماینده قزوین در مجلس شورای اسلامی در گفتگو با همان رسانه اظهار داشت که نمایندگان پیگیر مرگ سینا قنبری هستند و درخواست‌هایی از سوی نمایندگان برای بازدید از زندان و ملاقات با بازداشت‌شدگان اخیر و بازبینی فیلم خودکشی سینا قنبری درخواست‌هایی هستند که هم به صورت فردی و هم به صورت گروهی مطرح شده‌اند.

#### درخواست گزارش پزشکی قانونی
در تاریخ ۵ بهمن ۱۳۹۶، خبرگزاری تابناک به نقل از نماینده مجلس محمود صادقی خبرداد که به دنبال مکاتبه یکی از نمایندگان عضو فراکسیون امید مجلس شورای اسلامی، به‌زودی رئیس پزشکی قانونی کشور اطلاعات مرتبط با پرونده پزشکی مرگ سینا قنبری را به مجلس دهم ارائه خواهد کرد.
احمد همتی، عضو کمیسیون بهداشت مجلس، روز چهارشنبه، ۱۸ بهمن، در مصاحبه با خبرگزاری ایلنا گفت که رئیس سازمان پزشکی قانونی در جلسه با اعضای این کمیسیون اعلام کرده که دو نفر از بازداشت‌شدگان تجمع‌های اخیر «خودکشی» کرده‌اند. به گفته آقای همتی، پزشکی قانونی فیلم‌های ۷ تا ۱۰ ساعته از محل فوت این زندانیان را بازبینی کرده و به این نتیجه رسیده که آنان خودکشی کرده‌اند. این نماینده مجلس به نام دو معترضی که به گفته او بر اساس گزارش رئیس سازمان پزشکی قانونی «خودکشی» کرده‌اند، اشاره‌ای نکرده‌است.
تعدادی از نمایندگان بازدیدکننده از زندان اوین در روز ۱۰ بهمن اعلام کرده بودند که «فیلم خودکشی» سینا قنبری، برای آنان پخش شده‌است. با این حال پس از آن علیرضا رحیمی، یکی از نمایندگان بازدیدکننده از زندان اوین، اعلام کرد که این فیلم دربرگیرنده صحنه‌ای از خودکشی نیست.

#### عدم وجود فیلم خودکشی
علیرضا رحیمی، یکی از نمایندگان مجلس ایران که اوایل بهمن ۱۳۹۶ از زندان اوین بازدید کرده بود، می‌گوید در فیلمی که مقام‌های زندان می‌گفتند نشان دهنده خودکشی سینا قنبری است هیچ اثری از قربانی موجود نیست. رحیمی، نماینده مجلس، روز یکشنبه ۱۵ بهمن به رسانه‌ها گفت: «از این فیلم در جاهای مختلف به اشتباه به نام فیلم خودکشی سینا قنبری نام برده می‌شود درحالی که فیلم حاوی ساعاتی از وضعیت محوطه سرویس‌های بهداشتی زندان بوده و داخل سرویس یا ماجرایی که منجر به مرگ شده در فیلم وجود ندارد و اساساً فیلمی از خودکشی وجود ندارد.»
به گفته رحیمی، در فیلمی که به نمایندگان نشان داده شده، روز ۱۶ دی ماه، در ساعت ۳ بامداد، فردی، با هویت سینا قنبری، درحالی‌که کیسه پلاستیکی مشکی بلند و پیچیده‌شده‌ای در دست راست دارد، وارد یکی از سرویس‌های بهداشتی می‌شود. پس از آن «مدت بسیار طولانی بدون هیچ اتفاق یا حرکتی محوطه سرویس‌ها ضبط شده تا اینکه حدود دو ساعت بعد یکی از زندانیان وارد شده و مستقیماً به همان سرویسی که سینا رفته وارد می‌شود و با صحنه جسد افتاده بر زمین مواجه و به حالت بهت و شوکه برمی‌گردد».
در پاسخ به اظهارات رحیمی مبنی بر عدم وجود فیلم خودکشی، حسن نوروزی دیگر نماینده مجلس، ادعا کرد که رحیمی کار قضایی نکرده و موارد پزشکی قانون را ندیده‌است. وی رحیمی را حقوقدانی کتابی خواند که حقوقدان کار در حوزه عمل و قضاوت نبوده، کار قضایی نکرده و روی‌هم‌رفته ابراز کرد که به دیدگاه وی، رحیمی اشتباه می‌کند. همچنین نوروزی مدعی شده‌است که قنبری به شیوه‌ای که وی «روش آفتاب-مهتاب» نامید، خودکشی کرده‌است.
خبرگزاری تابناک با انتشار گزارشی تحت عنوان «جزئیات فیلم ضبط شده از مرگ سینا قنبری» خبرداد که فیلم خودکشی قنبری موجود نیست. این رسانه افزود که از فیلم موجود در جاهای مختلف به اشتباه تحت عنوان «فیلم خودکشی سینا قنبری» یاد می‌شود؛ درحالی که فیلم تنها حاوی ساعاتی از وضعیت محوطه سرویس‌های بهداشتی زندان بوده و داخل سرویس یا ماجرایی که منجر به مرگ قنبری شده در فیلم وجود ندارد. این رسانه در ادامه نتیجه گرفت که اساساً فیلمی از خودکشی وجود ندارد.

#### ادعای خودکشی به شیوه آفتاب مهتاب
در تاریخ ۱۸ بهمن ۱۳۹۶، حسن نوروزی، نمایندهٔ حوزه انتخابیه بهارستان و رباط‌کریم و سخنگوی کمیسیون قضایی و حقوقی مجلس شورای اسلامی از تعطیل شدن «کمیته هیئت بازدید از زندان اوین» به دلیل آنچه که وی «مصاحبه‌های برخی اعضای این کمیته» نامید، خبر داد و گفت که سینا قنبری با روشی که وی آن را «آفتاب-مهتاب» خوانده، خودکشی کرد. وی در ادامه تشریح کرد: «فیلمی که ما مشاهده کردیم این بود که قنبری با یک پلاستیک تا شده مشکی وارد دستشویی می‌شود و مدتی بعد یکی از نظافتچی‌ها به آن دستشویی می‌رود و می‌بیند که ایشان مرده‌است.» حسن نوروزی افزود: «ما دیدیم که آقای قنبری وارد دستشویی شد آن نظافتچی را هم دیدیم وارد شد و رفت خبر داد. ما دیدیم آمدند و با خود پتویی آورند و آقای قنبری هم روی آن قرار دادند و بردند.»
یک عضو فراکسیون روحانیت مجلس پرسشی را مطرح کرد که آن را «سؤالی خواند که برای دوستان و همکارانش (در رابطه با مرگ سینا قنبری) پیش آمده‌است.» وی پرسش خود را این‌گونه مطرح کرد: «دستشویی (زندان) جایی نداشته و میله‌ای به سقف آویزان نبوده که قنبری از آن آویزان شود و خود را بکشد و فقط یک میله وسط دستشویی بوده، در این وضعیت سینا قنبری چگونه خودکشی کرده‌است؟» حسن نوروزی در پاسخ به این پرسش ادعا کرد که در هر ۱۰ هزار پرونده خودکشی یک پرونده مانند خودکشی سینا قنبری وجود دارد؛ وی ادعا کرد که در آن حالت فرد طناب یا وسیله‌ای را که با آن می‌خواهد به گردن خود می‌بندد و سپس کمر را خم می‌کند و به حالت آفتاب مهتاب که به بدن خود می‌دهد، ضربه به فک فرد می‌خورد و نخاع سریع قطع می‌شود.

### ادعای عدم ارتباط با اعتراضات
دنیای اقتصاد از نقل یک روایت متفاوت به ادعای رسانه تلگرامی راست‌گرای «فارس پلاس» (وابسته به خبرگزاری فارس) خبر داد که این رسانه در مورد اظهارات صادقی این‌طور نوشت: «فاز اول پروژه کشته‌سازی فتنه‌گران برای فریب ملت را محمود صادقی کلید زد. سینا قنبری یک قاچاقچی مواد مخدر است که در زندان خودکشی کرده و اصلاً ربطی به بازداشت‌های تجمعات هفته قبل ندارد. حالا یا منبع خبر صادقی تو زرد از آب درآمده یا خود محمود صادقی، ترسیده که دستگیرش نکنند». دنیای اقتصاد در ادامه افزود که بخشی از بازداشت شدگان وقایع دی‌ماه تنها معترض هستند و تعدادی از آن‌ها با قصد بهم زدن نظم و تخریب اموال عمومی به خیابان نیامدند. در نتیجه آزادی‌های دانشجویان و برخی از افرادی که قصدی جز اعتراض نداشته‌اند، می‌تواند به کمتر شدن آنچه که این رسانه «شکاف دولت و ملت» نامید، بینجامد. این رسانه خاطرنشان کرد که نباید فراموش کرد بسیاری از تحلیلگران معتقدند باید اعتراضات مردمی اخیر را پاس داشت و در جهت شنیدن علت اعتراض آن‌ها و همچنین حرکت برای رفع زمینه‌های آن تلاش کرد.

#### ادعاهای مشابه پیرامون دیگران
رسانه رادیو زمانه خبر داد که با گذشت یک روز از انتشار خبر درگذشت سینا قنبری، یکی از بازداشت‌شدگان اعتراضات سراسری اخیر که در قرنطینه زندان اوین زندانی بود، مقامات رسمی گفته‌اند که وی «خودکشی» کرده‌است. همچنین این رسانه ادعا کرد که با این همه خبری مشابه پس از انتشار این خبر، دربارهٔ درگذشت یک جوان بازداشت شده دیگر در اراک، دست به دست و دهان به دهان می‌چرخد. این رسانه افزود که نیروی انتظامی استان مرکزی کشته شدن یکی از بازداشت‌شدگان اعتراضات را بر اثر برخورد باتوم به سرش تکذیب کرده و می‌گوید این شخص به اتهام حمل مواد مخدر بازداشت شده و در بازداشتگاه کلانتری ۱۲رضوی اراک خودکشی کرده‌است. رادیو زمانه ادعا کرد که فردی معترض به نام وحید حیدری از سوی کلانتری ۱۲ رضوی اراک، مرکز استان مرکزی و به دنبال اعتراضات سراسری اخیر بازداشت شده اما به دنبال انتشار خبر درگذشت او، به عنوان «قاچاق‌فروش» و «معتاد» از او نام برده شده که در زندان خودکشی کرده‌است. این خبر با ادعاهای برخی از مقامات و رسانه‌های داخلی ایران مبنی بر «خودکشی» سینا قنبری با جزئیات مرگ وی تشابه بسیاری دارد. این رسانه افزود که نام محسن عادلی نیز به عنوان یکی دیگر از جان‌باختگان در بازداشتگاه‌ها مطرح است؛ که گفته می‌شود او ۱۱ دی‌ماه دستگیرشده و پس از دو روز پیکرش را تحویل داده و گفته‌اند خودکشی کرده‌است.

### فرضیهٔ تخریب حسن شهرت
به گزارش رادیو زمانه و به نقل از فعال حقوق بشر و وکیل مدافع، محمد نجفی، وی در روز ۱۸ دی گفته‌است که باور دارد این مرد جوان خودکشی نکرده‌است: «این مرد جوان معترض بوده. آن‌ها او را بازداشت کردند، مورد ضرب و شتم قرار دادند و کشتند. حالا می‌خواهند حسن شهرت او را تخریب کنند.» به گزارش دیده‌بان حقوق بشر نجفی دربارهٔ مرگ یک معترض دیگر اهل اراک در روز هفتم اعتراضات به دیده‌بان حقوق بشر گفت که از طریق مرتبطان محلی خبر مرگ حیدری را دریافت کرده‌است و حیدری فروشنده‌ای خیابانی در یکی از روستاهای اطراف اراک بوده‌است که در جریان اعتراض‌ها بازداشت شده‌است. او اضافه کرد که به خانوادهٔ حیدری گفته شده بوده‌است که پسرشان معتاد به مواد مخدر بوده و در زندان خودکشی کرده‌است. نجفی گفت «کسانی که جنازه را دیده‌اند به ما گفتند که جراحت‌ها و زخم‌هایی در سمت چپ پیشانی او وجود داشت که می‌تواند نشانهٔ کتک خوردن با باتوم باشد». او افزود «من گزارش‌های زیادی از افرادی دریافت کرده‌ام که توسط مقامات بازداشت شده بودند و در جریان دستگیری و بازداشتشان مورد ضرب و شتم شدید قرار گرفته بودند».
رسانه رادیو زمانه در ادامه افزود که محمد حیدری، جوان ۲۲ ساله، که در بازداشتگاه شماره ۱۲ رضوی نیروی انتظامی اراک، اوایل دی ماه درگذشت؛ مقامات دربارهٔ وی نیز گفته‌اند که او هم خودکشی کرده و از سوی مقامات به عنوان «معتاد و قاچاق‌فروش معرفی شده» اما به گفته رادیو زمانه، خانواده‌اش این ادعا را رد کرده‌اند و گفته‌اند که او یک دستفروش بوده‌است و همچنین وکیل او به «کمپین حقوق بشر در ایران» گفته‌است مقامات تلاش دارند با ادعای خودکشی بر روی دلایل واقعی مرگ او سرپوش بگذارند.
هادی قائمی، مدیر «کمپین حقوق بشر در ایران» در همین رابطه گفته‌است سوال‌هایی جدی در مورد مرگ این معترضان وجود دارد: «پس از مرگ معترضان در بازداشتگاه کهریزک در سال ۱۳۸۸، مقامات ادعای خودکشی را مطرح کرده بودند اما در نهایت نتوانستند انکار کنند که قربانیان بر اثر شکنجه و شرایط غیرانسانی کهریزک جان باختند.» دو سازمان حقوق بشری عفو بین‌الملل و دیدبان حقوق بشر نیز در روزهای گذشته بر ضرورت توجه مقامات جمهوری اسلامی به حقوق بازداشت‌شدگان و خانواده‌های آنان تأکید کردند و دربارهٔ زیر پا گذاشته شدن سیستماتیک این حقوق هشدار دادند.
به گفته علیرضا رحیمی، نماینده مجلس شورای اسلامی که اندکی پس از اعتراضات از زندان اوین بازدید کرده بود، سینا قنبری روز ۱۰ دی در یکی از ایستگاه‌های مترو تهران به همراه ۲۱ نفر دیگر بازداشت شد. وی پس از مقاومت و درگیری با مأمورین دستگیر شده‌است و در ساعت ۱۲ شب به اتهام اخلال در نظم عمومی و نیز تبانی و اقدام علیه امنیت ملی تحویل بازداشتگاه اوین می‌شود. وی در کنار سایر بازداشت‌شدگان اعتراضات دی‌ماه در بند موقت (در محل ساختمانی که قبلاً واحد اجرای احکام زندان بوده) مدت شش روز را به عنوان متهم سپری می‌کند. او هنگام ورود به زندان اعلام کرد که اعتیاد ندارد و به همین دلیل به بند افراد سالم فرستاده شد. در نهایت هم برای او وثیقه ۱۰۰ میلیون تومانی صادر شده بود. این در حالی است که پیش از این برخی از مقامات زندان و رسانه‌های وابسته به حکومت، ادعا کردند که سینا قنبری فردی «معتاد» بوده که به اتهام «قاچاق مواد مخدر» بازداشت شده و هیچ ربطی به اعترضات سراسری دی‌ماه ۱۳۹۶ در ایران ندارد.

### فرضیه مرگ بر اثر شکنجه
حسین احمدی‌نیاز، حقوقدان و وکیل دادگستری اهل ایران، در گفتگو با سرویس فارسی خبرگزاری آلمانی دویچه وله گفت: «نکته‌ای که وجود دارد این است که طبق آیین‌نامه داخلی سازمان زندان‌ها و قانون ناظر بر زندانیان، هیچ زندانی‌ای نباید وسایل یا لوازمی را که خطرناک است با خود به داخل زندان ببرد. نکته دیگر این است که دستشویی زندان مگر چگونه جایی است که به‌راحتی زندانی در آن خودکشی می‌کند؟ ثالثاً نوع و علت خودکشی چه بوده‌است و آیا پزشکی قانونی آن را ملاحظه کرده و خانواده متوفی جسد را دیده‌اند و آن را تأیید کرده‌اند؟ اینها ابهاماتی است که باید پاسخ داده شود، در غیر این صورت بیم مرگ بر اثر شکنجه وجود دارد که به‌راحتی به نام خودکشی فرض می‌شود، کما اینکه قبلاً هم چنین بوده‌است».

#### اظهارات هم‌بندی‌های قنبری
یک زندانی آزاد شده در مصاحبه با مسیح علی‌نژاد مدعی شده‌است که در زندان مأموران از شکنجه و آزار فیزیکی و روانی علیه او و دیگر بازداشت‌شدگان اعتراضات استفاده کرده‌اند. او که به دلیل امنیت شخصی نخواست نامش فاش شود، در گفتگو با این خبرنگار مدعی شد که سینا قنبری شب قبل از مرگش تحت تأثیر استعمال بیش از حد مواد آرامبخش بوده‌است. او ادعا کرد که مأموران مراقب بودند تا خبر مرگ قنبری به بیرون از زندان انتشار پیدا نکند و خود او شاهد انتقال جسد قنبری در زندان بوده‌است.
پس از اظهارات جدید مادر قنبری و ادعای به قتل رسیدن پسرش در زندان و رد فرضیه خودکشی، در تاریخ ۲۹ دی ۱۳۹۷ بی‌بی‌سی فارسی گزارشی به نقل از یکی از هم‌بندهای قنبری در زندان منتشر کرد. نام این زندانی «محمود معصومی» است که پس از حدود یک سال از تظاهرات دی‌ماه و مرگ قنبری اظهارات جدیدی را پیرامون مرگ هم‌بندش در زندان عنوان کرد. بنا بر ادعای معصومی، قنبری در زندان به وسیله یک کیسه پلاستیکی خفه شده‌است.
«عارف فتحی» یکی دیگر از بازداشت‌شدگان تظاهرات دی ۱۳۹۶ بود که یک سال پس از مرگ قنبری اظهارات تازه‌ای از مرگ او را در صفحه توئیتر شخصی خود منتشر کرد. او که هم‌بندی و هم‌اتاقی سینا قنبری (در اتاق شماره پنج، قرنطینه بند چهارم زندان اوین) بوده، اظهار کرد که با وجود به گفته او «تهدیدهای واحد حفاظت اطلاعات» حاضر است در تأیید «قتل سینا قنبری به وسیله زندان‌بانان» شهادت بدهد. این توئیت عارف فتحی به شرح زیر است:
اینجانب عارف فتحی از بازداشتی‌های روز یازدهم دی‌ماه سال پیش و هم‌اتاقی #سینا_قنبری در اتاق شماره پنج قرنطینه بند چهار زندان اوین برغم تعهدی که در ساختمان حفاظت اطلاعات زندان اوین داده و تهدیدهایی که شده‌ام به قتل سینا توسط نگاهبانان و زندانبانان در این قرنطینه شهادت می‌دهم.— عارف فتحی، صفحه توئیتر شخصی‌اش
شاهد علوی تحلیلگر سیاسی و فعال حقوق بشر، در پی این اظهارات ادعا کرد که اعتبار این روایت از عارف فتحی را دو تن از دیگر هم‌بندیان قنبری تأیید می‌کنند. او شهادت‌نامه‌ای از قول این بازداشت‌شدگان در صفحه توئیترش منتشر کرده و گفت که برای حفظ امنیت شخصی از ذکر نام این «شاهدان عینی» خودداری کرده‌است.

#### اظهارات یک خانواده بازداشت‌شدگان
در روز سه‌شنبه ۲۶ دی‌ماه ۱۳۹۶، محمود صادقی که پیشتر خبر درگذشت سینا قنبری را در زندان اوین تأیید کرده‌بود، در حساب توئیترش بدون اشاره به نام زندانی مورد نظرش، خبر داد که خانواده وی اظهار کردند که فرزندشان در تماس‌های تلفنی از داخل زندان گفته‌است که به‌وسیله مصرف اجباری قرص، دچار وضعیت بد جسمانی شده‌است. پس از انتشار این خبر، نشریه گاردین، طی گزارشی از احتمال تجویز اجباری قرص به زندانیان درگذشته خبرداد. با این حال، در روز پنج‌شنبه ۲۸ دی، مدیریت زندان‌های استان تهران این اظهارات صادقی را رد کرده و آن‌ها را مصداق اتهام‌زنی و شایعات بی‌اساس قلمداد کرد.

#### اظهارات منسوب به قنبری
کمیته پیگیری بازداشت‌های دی ۹۶ (جمعی از فعالان حقوق بشر ایرانی)، پیش از خبر تأیید پزشکی قانونی مبنی بر خودکشی دو زندانی در زندان، به نقل از دو «شاهد عینی» اعلام کرده‌است که سینا قنبری دو روز قبل از مرگ بازجویی شده و «بعد از بازداشت به هم‌اتاقی‌هایش می‌گوید که خانه‌تکانی داشته‌اند (کتک خورده) به نحوی که برخی از بخش‌های بدنش به شدت کبود بوده‌است».

#### اظهارات محمود احمدی‌نژاد
در تاریخ ۲۵ بهمن ۱۳۹۶، محمود احمدی‌نژاد ریاست پیشین جمهوری اسلامی ایران، که برای حمایت از معاون پیشین خود حمید بقایی در دادگاه وی حضور یافت، ضمن ایراد یک سخنرانی انتقادی علیه مسئولان قوه قضاییه و مقامات ارشد نظام، به مرگ معترضین در زندان واکنش نشان داد. احمدی‌نژاد از آن دسته کشته‌شدگان زندان که از «خودکشی» به عنوان دلیل مرگشان یاد شده بود، افرادی خواند که «بدون ملاحظه» دستگیرشده و بعد هم (به دروغ) گفته شده که معتاد بوده، خودکشی کرده‌اند.

#### اظهارات مادر سینا پس از یکسال
مادر سینا برای نخستین بار پس از مرگ فرزندش با مسیح علی‌نژاد گفتگو کرد و گفت فرزندش را در زندان به قتل رسانده‌اند و از سکوت یک ساله خود پشیمان است.

## واکنش‌ها به مرگ
- محمود صادقی با همراهی بیش از چهل نماینده مجلس در نامه‌ای خطاب به علی لاریجانی، خواستار تحقیقاتی مستقل دربارهٔ آنچه که آن‌ها «این مرگ‌های مشکوک» نامیدند، شده‌اند.[۹]
- مهناز افشار، در حساب توئیتر شخصی‌اش مرگ این جوان را در زندان غیرقابل قبول خواند.[۴۸][۴۹]
- ترانه علیدوستی نیز در حساب کاربری توئیترش با ابراز تعجب از مرگ سینا قنبری نسبت به وضع سایر بازداشت شدگان ابراز نگرانی کرد.[۴۸]
- پروانه سلحشوری نماینده مجلس و عضو کمیسیون فرهنگی مجلس شورای اسلامی، نسبت به مرگ سینا قنبری با اشاره به «اتفاقات کهریزک» واکنش نشان داده و سازمان زندان‌ها را مسئول مرگ وی و حفظ جان بازداشت شدگان دانسته و خواهان پیگیری مسئولان مربوط شد.[۵۰]
- سازمان عفو بین‌الملل پس از انتشار خبر جان‌باختن سینا قنبری در زندان و به دنبال منتشر شدن گزارش‌هایی مشابه، در بیانیه‌ای خواستار انجام «تحقیقات فوری» در این باره شده و از مقامات ایران خواست تا «بلافاصله به تحقیقاتی شفاف و بی‌طرفانه و مستقل» در این باره بپردازند.[۵۱][۵۲]
- نسرین ستوده وکیل و فعال حقوق بشر و زندانی سابق سیاسی در گفتگویی تلفنی با گاردین، با اشاره به مرگ سینا قنبری از مرگ احتمالی دو معترض دیگر در زندان خبر داد.[۴۹][۵۳] وی همچنین نگرانی شدید خانواده‌های بازداشت شدگان پس از انتشار اخبار مربوط به مرگ قنبری را به دیده‌بان حقوق بشر اعلام کرد.[۴۱]
- محمد آقازاده از روزنامه‌نگاران ایرانی، پس از دستگیری فرزند دانشجوی خودش «سهیل آقازاده»[۵۴] (دانشجوی رشته سینمای دانشگاه تهران) نیز در موج این دستگیری‌ها، در کانال تلگرامی خود، از مرگ قنبری ابراز تاسف کرده و اظهار داشت که امیدوار است که فرزندش و دیگر دانشجویان بازداشت‌شده هرچه سریع‌تر آزاد شوند.[۵۵][۵۶]
- محمود احمدی‌نژاد ریاست جمهوری دولتهای نهم و دهم حکومت جمهوری اسلامی ایران، در تاریخ ۲۵ بهمن ۱۳۹۶، پس از آنکه از ورود وی به دادگاه معاون پیشین خود حمید بقایی جلوگیری به عمل آمد، بر پله‌های دادگاه ایستاد و سخنرانی شدیدالحنی را علیه مقامات قوه قضاییه کشور ارائه کرد. وی همچنین ادعای خودکشی و اعتیاد بازداشت شدگان را زیر سؤال برد. در ادامه وی به شکل تلویحی از علی خامنه‌ای رهبر ایران انتقاد کرد.[۴۶]
- مسیح علی‌نژاد علاوه بر مصاحبه‌اش در تاریخ ۱۸ دی‌ماه ۱۳۹۶ که با یکی از هم‌بندیان قنبری صورت گرفت،[۴۳] در تاریخ ۲۸ دی‌ماه ۱۳۹۶ در برنامه اختصاصی خود تبلت در صدای آمریکا گزارشی اجمالی از زندگی و مرگ سینا قنبری پخش کرد.[۱۱]